# Ковачевці (Перницька область)
Ковачевці (болг. Ковачевци) — село в Болгарії. Розміщується в Перницькій області, входить до складу общини Ковачевці. Населення становить 441 чоловік.
Тут народився Георгій Димитров.

## Політична ситуація
Кмет (мер) громади — Йордан Стефанов Міланов (ПРСД) за результатами виборів до правління громади 2007 року.

## Карти
- bgmaps.com[недоступне посилання з липня 2019]
- emaps.bg[недоступне посилання з червня 2019]
- Google